# Roza Salih
Roza Salih (nascida em 1989, no sul do Curdistão) é uma política escocesa de origem curda e ativista de direitos humanos. Em 2005, aos 15 anos, ela co-fundou o Glasgow Girls com colegas da Drumchapel High School, na região norte da cidade de Glasgow, na Escócia. As meninas de Glasgow fizeram campanha para impedir que a Agência de Fronteiras do Reino Unido realizasse incursões ao amanhecer e detivesse e deportasse crianças, impedindo com sucesso a deportação de sua amiga de escola, Agnesa Murselaj, uma cigana de Kosovo. Roza Salih, que nasceu no sul do Curdistão, é co-fundadora da Solidariedade Escocesa com o Curdistão.[carece de fontes?]
Em maio de 2021, ela se apresentou como candidata nas eleições de 2021 para o Parlamento Escocês, sendo a principal candidata do Partido Nacional Escocês (PNE) na região de Glasgow. Em maio de 2022, ela foi eleita conselheira do PNE para a ala da Grande Pollok no Conselho da Cidade de Glasgow, a primeira ex-refugiada a ser eleita para um cargo político na Escócia.

## Infância e educação
Roza Salih chegou à Escócia em 2001 para pedir asilo. Sua família fugiu do sul do Curdistão, no Iraque, depois que seu avô e dois tios foram executados por se oporem a Saddam Hussein, que ainda estava no poder.
Roza Salih frequentou a Drumchapel High School e depois se formou com honras em Direito e Política pela Strathclyde University (também na cidade de Glasgow, na Escócia), em 2013, onde também foi vice-presidente de Diversidade e Advocacia da Associação de Estudantes. Ela foi eleita para o Comitê de Estudantes Internacionais da União Nacional de Estudantes (UNE) e para o conselho de administração de estudantes da UNE do Reino Unido.

## Ativismo
Em março de 2005, quando ainda era aluno da Drumchapel High School, Roza Salih fez campanha com amigos da escola para impedir que a Agência de Fronteiras do Reino Unido realizasse incursões ao amanhecer, levando crianças em idade escolar para Yarl's Wood e depois deportando-as. Além de fazer lobby junto ao governo escocês e ao Ministério do Interior, as Garotas de Glasgow, como ficaram conhecidas, desenvolveram um sistema de alerta precoce com amigos e vizinhos para alertar uns aos outros sobre incursões dos oficiais de imigração.
Em 2016, ela trabalhou com o Conselho Escocês de Refugiados e a Comissão de Estratégia Educacional para fazer campanha pelo financiamento de bolsas de estudo para requerentes de asilo. Ela é co-fundadora da Solidariedade escocesa com o Curdistão e viajou para regiões curdas na Turquia como parte de uma delegação de sindicalistas e ativistas de direitos humanos.[carece de fontes?]
Em 2017, Roza Salih foi nomeada membro do Congresso Sindical Escocês.
Em abril de 2021, ela criticou as propostas da secretária do Interior do Reino Unido, Priti Patel, para a reforma da imigração, que veria os requerentes de asilo penalizados se viajassem para o Reino Unido através de outro país no qual poderiam ter pedido asilo primeiro. Roza Salih disse: "Tendo passado pelo sistema de asilo do Reino Unido - e experimentado em primeira mão como ele é profundamente falho - estou chocada que o governo do Reino Unido esteja planejando dobrar em vez de consertar os problemas. A Escócia deixou claro que não quer nada com as políticas migratórias tóxicas de Boris Johnson e Priti Patel e quer um sistema de asilo baseado nos princípios de justiça, dignidade e respeito”. Ela continuou dizendo: "Essas práticas e novas propostas mostram a dura realidade do ambiente hostil dos Conservadores. Suas tentativas consistentes de reverter ou simplesmente abandonar as obrigações de direitos humanos e violar a lei internacional são uma vergonha. Infelizmente, colocar hostilidade sobre a humanidade é agora a norma para este governo Tory."

## Carreira política
Roza Salih disse que se juntou ao Partido Nacional Escocês (PNE) porque vê paralelos entre a luta do Curdistão pela autodeterminação e a independência escocesa. "A independência sempre esteve no meu sangue", disse ela ao Jornal i . "O povo curdo quer independência e autonomia e nós lutamos por isso - literalmente, pessoas morreram pela causa. Aqui é apenas uma assinatura em um referendo e as pessoas podem fazer isso em um país democrático. De volta para casa, você tem que lutar por isso e morrer por isso." Roza Salih trabalhou anteriormente no escritório eleitoral de Chris Stephens, o MP do PNE de Glasgow South West.
Em 2017, ela se apresentou como candidata do PNE para a ala de Garscadden/Scotstounhill na eleição para o conselho da cidade de Glasgow, mas não foi eleita.
Ela faz parte da Comissão de Justiça Social do PNE e concorreu à indicação do partido para Clydebank e Milngavie nas eleições para o Parlamento Escocês de 2021, mas perdeu para Marie McNair, uma vereadora de Clydebank. Em 5 de março de 2021, Roza Salih foi selecionada como a candidata número um do PNE para a região de Glasgow. Se ela tivesse sido bem-sucedida, ela teria sido a primeira refugiada a ser eleita para Holyrood, mas o PNE venceu todos os constituintes da cidade, então não recebeu nenhum assento na lista.[carece de fontes?]
Ela foi eleita conselheira do PNE no distrito de Greater Pollok, na cidade de Glasgow, nas eleições locais escocesas de 2022 e agora é uma Bailie.

## Prêmios e reconhecimento
Um musical das Glasgow Girls foi co-produzido pelo The National Theatre of Scotland, Theatre Royal Stratford East, Citizens Theatre e Richard Jordan Productions. Escrito por David Greig e dirigido e composto por Cora Bissett, estreou no Citizens Theatre em Glasgow em 2012. No elenco original de 2012, o papel de Roza Salih foi interpretado por Amiera Darwish.
Em 2017, ela foi homenageada pela Saltire Society como uma Outstanding Woman of Scotland.
Em dezembro de 2022, a BBC nomeou Roza Salih como uma das 100 mulheres mais inspiradoras do mundo naquele ano.